# Stokesby
Stokesby (offiziell: Stokesby with Herringby) ist eine Gemeinde (Civil parish) in der englischen Grafschaft Norfolk. Sie liegt am Fluss Bure 10 Kilometer nordwestlich von Great Yarmouth und 25 Kilometer östlich von Norwich.

## Geschichte
Stokesby (mit Herringby) ist eine kleine Gemeinde im Osten der Grafschaft Norfolk. Der Fluss Bure bildet die südliche Grenze der Gemeinde, während die nördliche und westliche Grenze dem Lauf des Entwässerungsgrabens Muck Fleet folgt.
Durch Metalldetektoren wurde im Bereich der Gemeinde anhand von metallenen Gegenständen, Keramik und Münzen Spuren einer römischen Siedlung entdeckt.
Der Name des Orts „Stokesby “ist eine Mischung aus Altenglisch und Altskandinavisch und bedeutet „Dorf mit einem abgelegenen Gehöft oder einer Weide“. Das Wort „By“ hat in der dänischen Sprache die Bedeutung „Stadt“. „Stok“ war ein Wort für eine abgelegene Weide in der Nähe von Wasser, wo es gute Weidebedingungen gab und das Vieh einen Teil des Jahres gehalten wurde. „Herringby“ stammt aus dem Altskandinavischen und bedeutet „Dorf oder Siedlung der Leute von Herring“. Sowohl Stokesby als auch Herringby werden im Domesday Book des 11. Jahrhunderts erwähnt. Stokesby wird als großer und wertvoller Herrensitz eines freien Mannes namens Edwin mit einer Kirche und verschiedenen umliegenden Ländereien aufgeführt. Herringby wird als kleinerer Besitz eines Goldschmieds namens Reinbald genannt.
Schon im Mittelalter wurde die Siedlung Herringby nach und nach aufgegeben. Ihre Kirche St Ethelbert ist noch auf einer Landkarte aus dem 16. Jahrhundert verzeichnet; Überreste finden sich jedoch nicht mehr. Stokesby Hall befindet sich an dem Ort eines mittelalterlichen Herrenhauses Ihr ältester Teil ist ein Verandaturm aus dem 16. Jahrhundert mit dekorativen Terrakottaplatten. Der Rest des Hauses stammt aus dem 17. und 18. Jahrhundert.

## Öffentliche Einrichtungen
Stokesby entwickelte sich im 20. Jahrhundert zu einem ruhigen Dorf, dessen Einwohner vor allem in der Tourismussaison vom Fremdenverkehr leben. Am Fluss gibt es viel frequentierte Anlegestellen für Bootsurlauber, da Horning der erste Ort von Great Yarmouth aus flussaufwärts ist und umgekehrt die letzte beschauliche Anlegemöglichkeit vor dem Unterlauf des Bure. In dem Ort werden zudem Ferienhäuser an Urlauber vermietet.
Das Gasthaus Ferry Inn zieht in erster Linie Besucher an. Das örtliche Leben findet im Dorfgemeinschaftshaus (Village Hall; zurückgehend auf die Dorfschule aus dem 19. Jahrhundert) mit einem Gesellschaftsklub (Social Club) statt. Ein Dorfladen in der Nähe des Gasthauses versorgt sowohl Anwohner wie Touristen, vor allem Sportbootfahrer.

### St Andrew’s Kirche

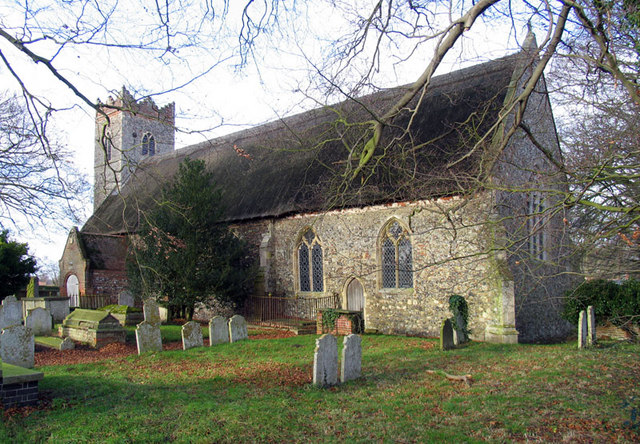
St Andrew Kirche, Stokesby

Die mittelalterliche Pfarrkirche liegt am östlichen Rand des Dorfes. St Andrew war ursprünglich eine normannische Kirche, die jedoch im Laufe der Jahrhunderte stark renoviert wurde. In den späten 1850er Jahren fand eine große Restaurierung statt, bei der der Gesamteindruck sich zu einer typisch ländlichen viktorianischen Kirche wandelte. Es blieben interessante geschnitzte Bankköpfe aus dem 15. Jahrhundert. Ein halbkreisförmiges königliches Wappen der Königin Victoria findet sich im Kirchenschiff. Eine Sammlung von Messingtafeln stammt aus der Zeit zwischen dem Ende des 15. und der Mitte des 16. Jahrhunderts, also aus der Zeit der Reformation, und bietet einen Einblick in die Kleidung der damaligen Zeit.

### Mühle

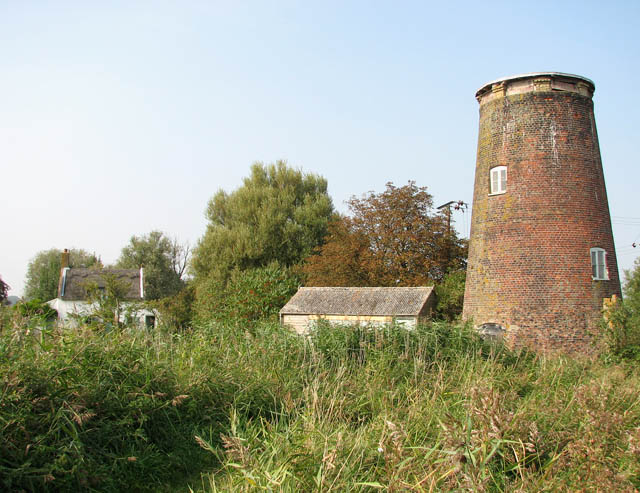
Stokesby „Commission Mill“

Die „Commission Mill“ war eine Entwässerungsmühle aus dem frühen 19. Jahrhundert, deren Überreste zu besichtigen sind. In Stokesby gab es weitere Mühlen, so die aus dem späten 18. Jahrhundert stammende Trett’s Mühle mit einem Turm aus dem frühen 19. Jahrhundert, die bis zum Jahr 1916 in Betrieb war. Es handelte sich um ein fünfstöckiges Gebäude aus rotem Backstein. Die Mühle wurde von ihren 8-blättrigen Flügeln angetrieben. Im Jahr 1829 wurden in der Mühle 2 Paare Mühlsteine verwendet, die bis 1852 auf 3 Paare erweitert wurden.

### Gasthaus Ferry Inn

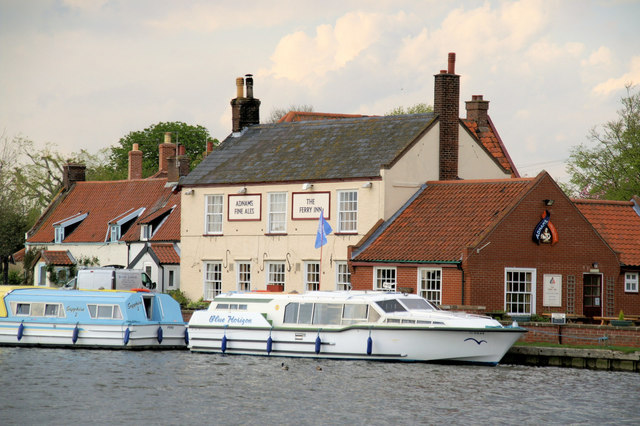
Ferry Inn mit Urlaubsbooten

Das Ferry Inn ist ein traditionelles Gasthaus am Fluss Bure. Das Hauptgebäude stammt aus dem 19. Jahrhundert und ist im Inneren von offenen Kamine und Holzbänken geprägt. In einem separaten, hellen Speisesaal stellen lokale Künstler ihre Werke aus.

### Sport- und Urlaubsbootsanleger
Stokesby bietet nur eine begrenzte Zahl von Anlegemöglichkeiten. Die öffentliche Anlegestelle fasst 6 Boote, wobei es erlaubt ist, bei bereits festgemachten Booten längsseits zu gehen („double mooring“).
Das private Ufer der Glebe Farm kann 10 bis 12 Boote aufnehmen. Ab 17.00 Uhr werden hier Liegegebühren berechnet. Die 3 bis 4 Liegeplätze direkt am Gasthaus Ferry Inn sind Gästen der Wirtschaft vorbehalten. Reservierungen der Plätze sind nicht möglich.